# Železniční trať Trutnov – Svoboda nad Úpou
Železniční trať Trutnov – Svoboda nad Úpou (v jízdním řádu pro cestující označená jako část trati 032) je jednokolejná regionální trať v Královéhradeckém kraji o délce 10 km.

## Historie
Dráhu vlastnila a provozovala společnost Rakouská severozápadní dráha od prosince 1871 až do svého zestátnění 1. ledna 1908.
Dne 28. září 1997 České dráhy zastavily osobní dopravu na této trati. K jejímu obnovení došlo 12. prosince téhož roku, kdy se stala provozovatelem dráhy a pravidelné osobní dopravy společnost Viamont. Do roku 2021 byla dopravcem na trati společnost GW Train Regio, která zde provozovala motorový vůz řady 816.
Od prosince 2021 provozují po 24 letech pravidelnou osobní dopravu opět České dráhy na objednávku Královéhradeckého kraje, které tak nahradily dopravce Viamont, resp. GW Train Regio.

## Provoz na trati
| období jízdního řádu                                          | číslo tratě a provozovaný úsek                   | počet vlaků |
| ------------------------------------------------------------- | ------------------------------------------------ | ----------- |
| 1900                                                          | 60 Trutnov – Vrajt-Janské Lázně                  | 7 Os        |
| 1921 léto                                                     | 155 Trutnov – Vrajt-Janské Lázně                 | 9 Sm        |
| 1928/29 zima                                                  | 165 Trutnov – Svoboda nad Úpou-Janské Lázně      | 8 Os        |
| 1937/38 zima                                                  | 137 Trutnov – Svoboda nad Úpou-Janské Lázně      | 9 Os        |
| 1944/45                                                       | 155f Ruhbank – Landeshut – Trautenau – Hohenelbe | 9 Os        |
| 1945/46                                                       | 4h Trutnov – Svoboda nad Úpou-Janské Lázně       | 9 Os        |
| 1959/60                                                       | 4k Trutnov – Svoboda nad Úpou-Janské Lázně       | 1 R + 12 Os |
| 1988/89                                                       | 045 Trutnov – Svoboda nad Úpou                   | 6 Os        |
| 2002/03                                                       | 045 Trutnov – Svoboda nad Úpou                   | 20 Os       |
| 2012/13                                                       | 045 Trutnov – Svoboda nad Úpou                   | 16 Os       |
| Vysvětlivky: R – rychlík, Sm – smíšený vlak, Os – osobní vlak |                                                  |             |

## Budoucnost
Město Pec pod Sněžkou plánuje prodloužení tratě ze Svobody pod sjezdovku Javor, kde má vzniknout podzemní konečná. Prodloužení má mít 15 km, sedm tunelů a devět mostů. Hotovo mělo být původně v roce 2020, ale tehdy se ani nezačalo stavět.

## Navazující tratě

### Trutnov hlavní nádraží
- Železniční trať Jaroměř–Trutnov
- Železniční trať Chlumec nad Cidlinou – Trutnov
- Železniční trať Trutnov–Sędzisław
- Železniční trať Trutnov – Teplice nad Metují

## Stanice a zastávky

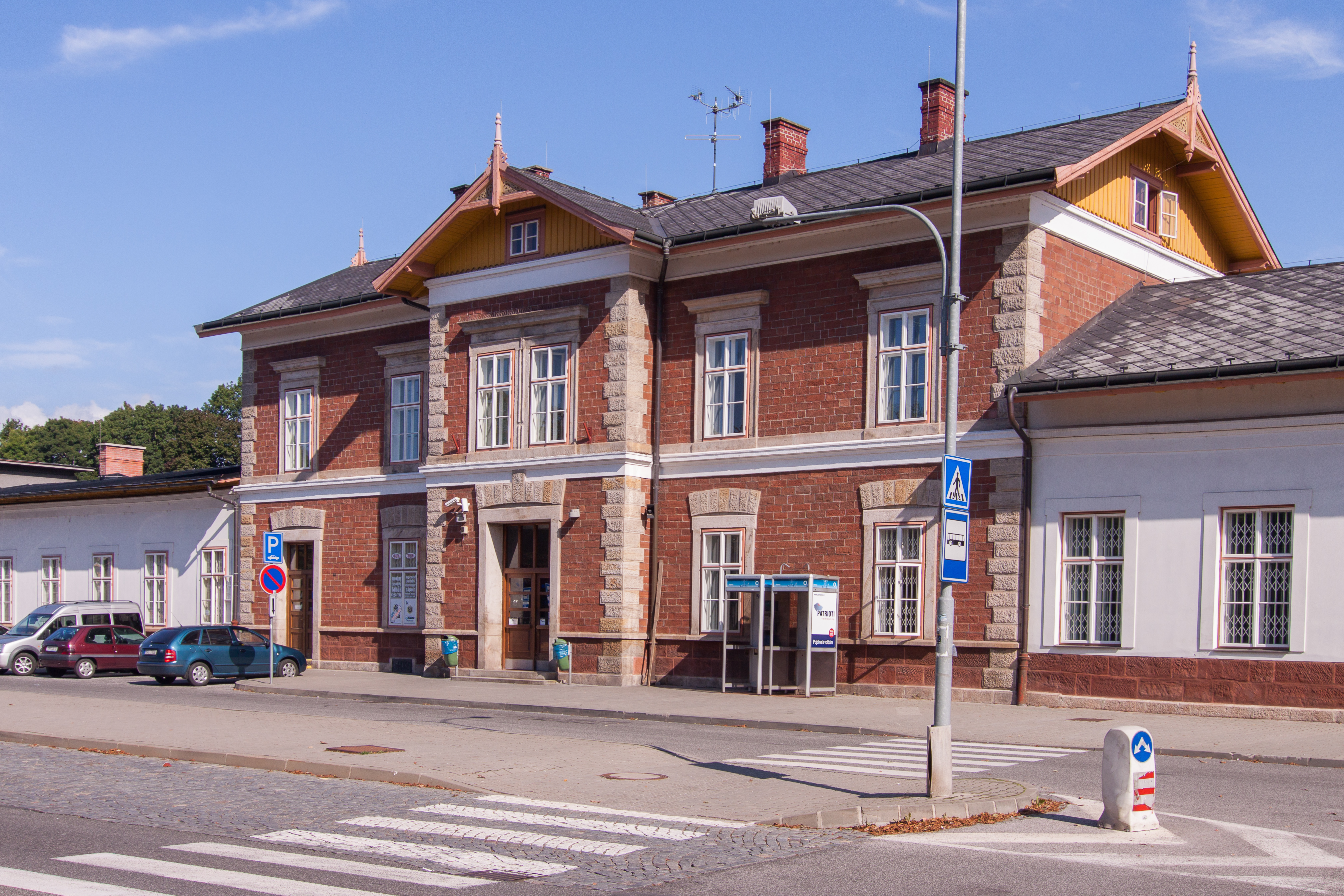
Trutnov hlavní nádraží
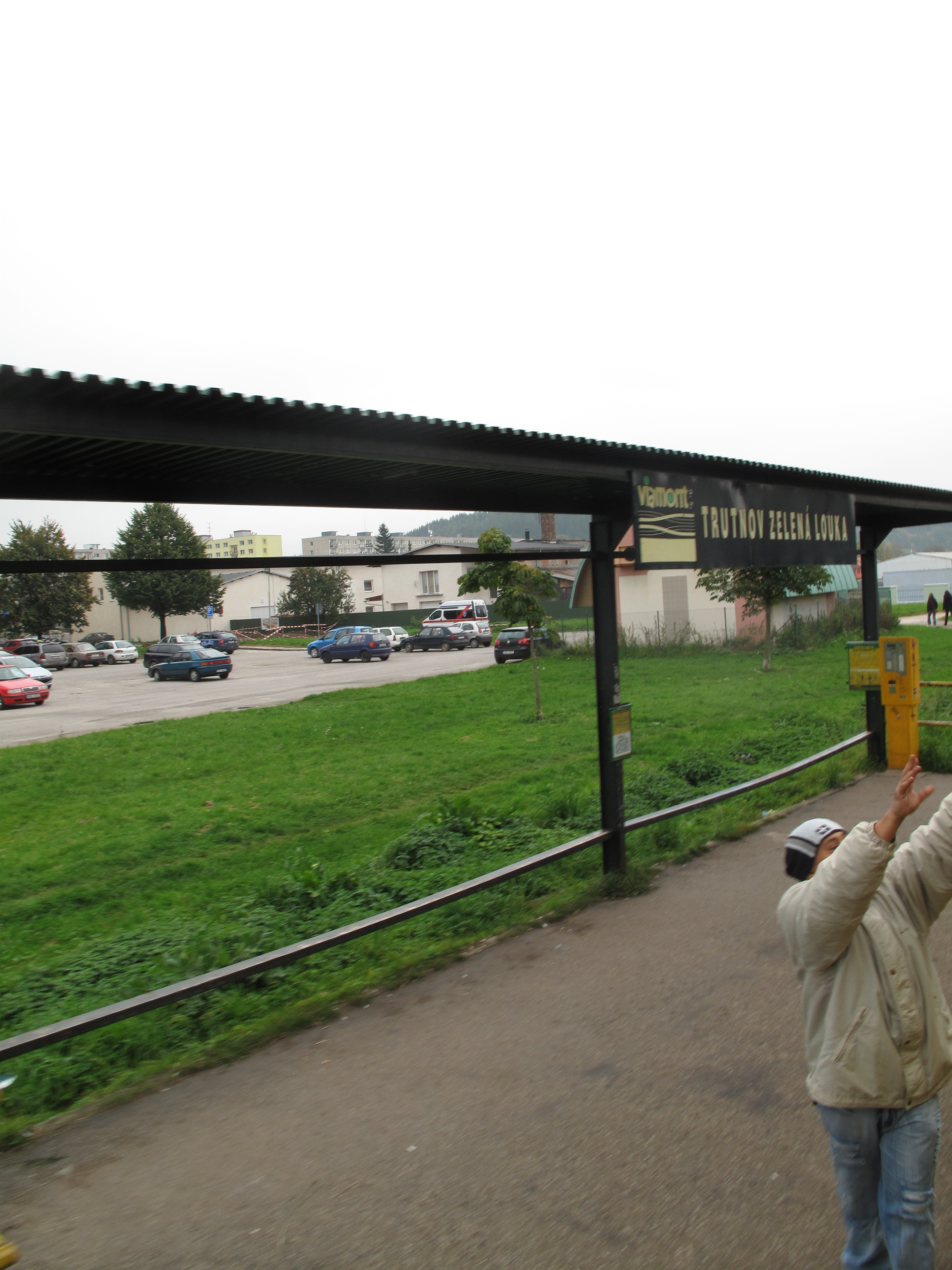
Trutnov-Zelená Louka
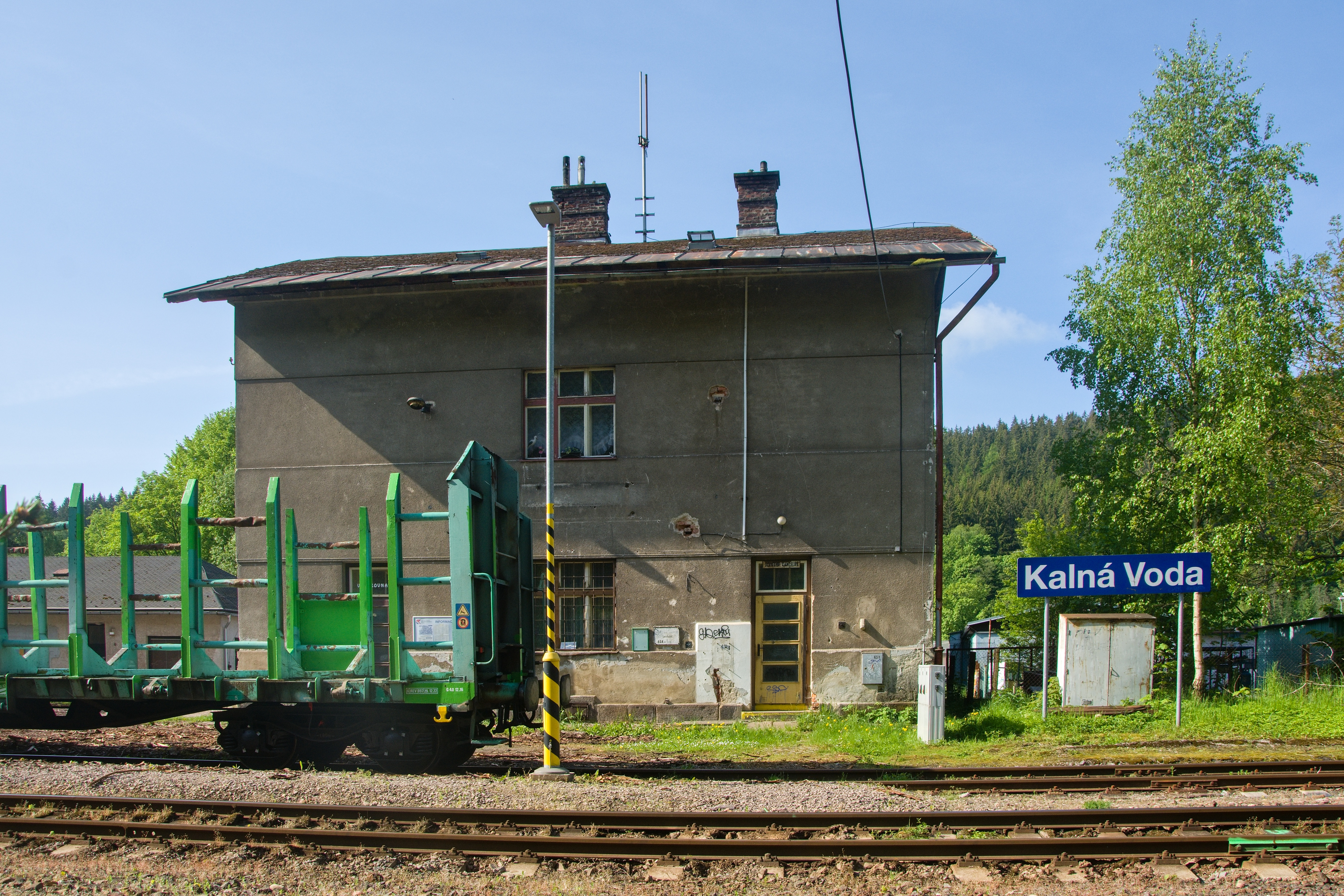
Kalná Voda
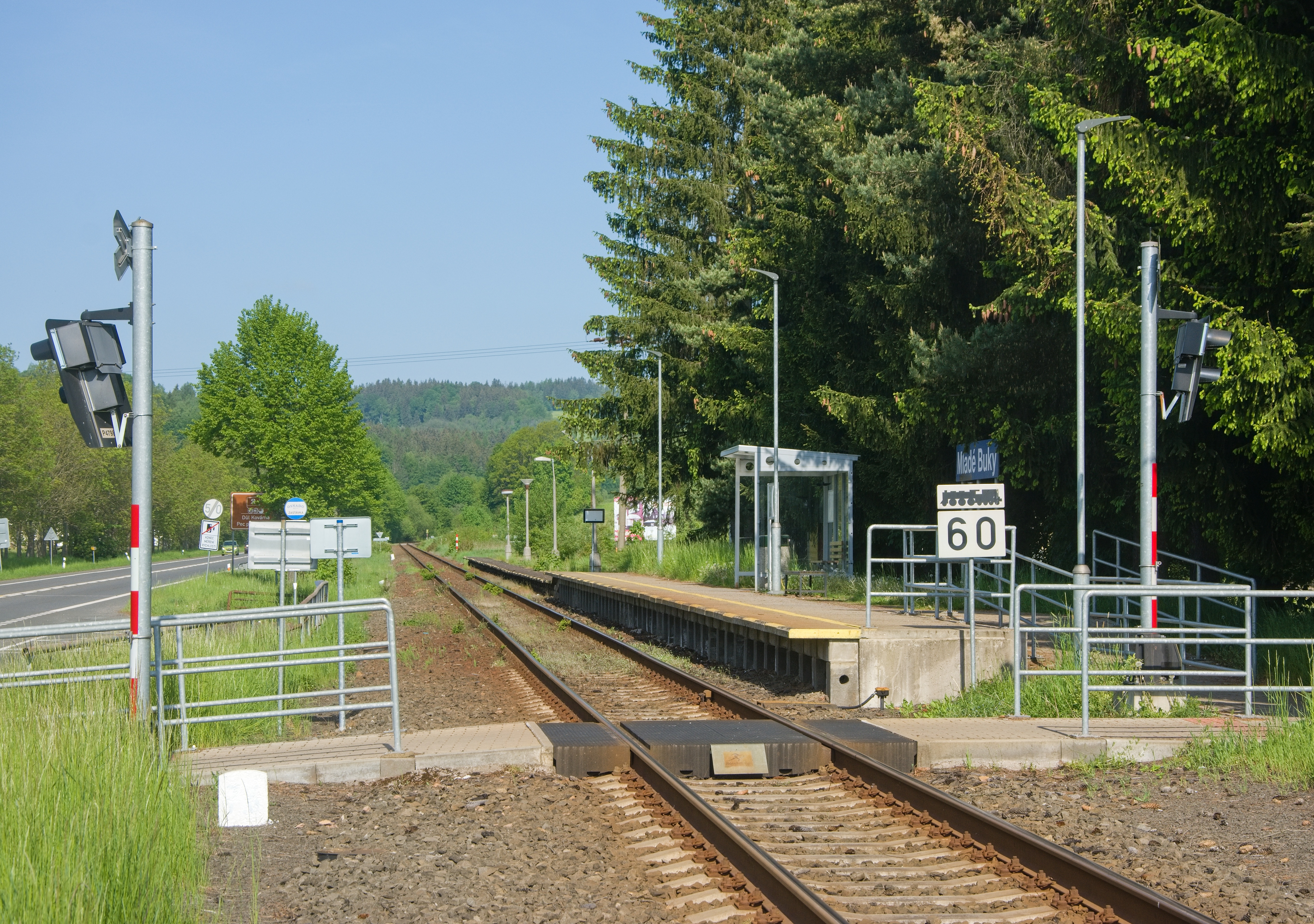
Mladé Buky
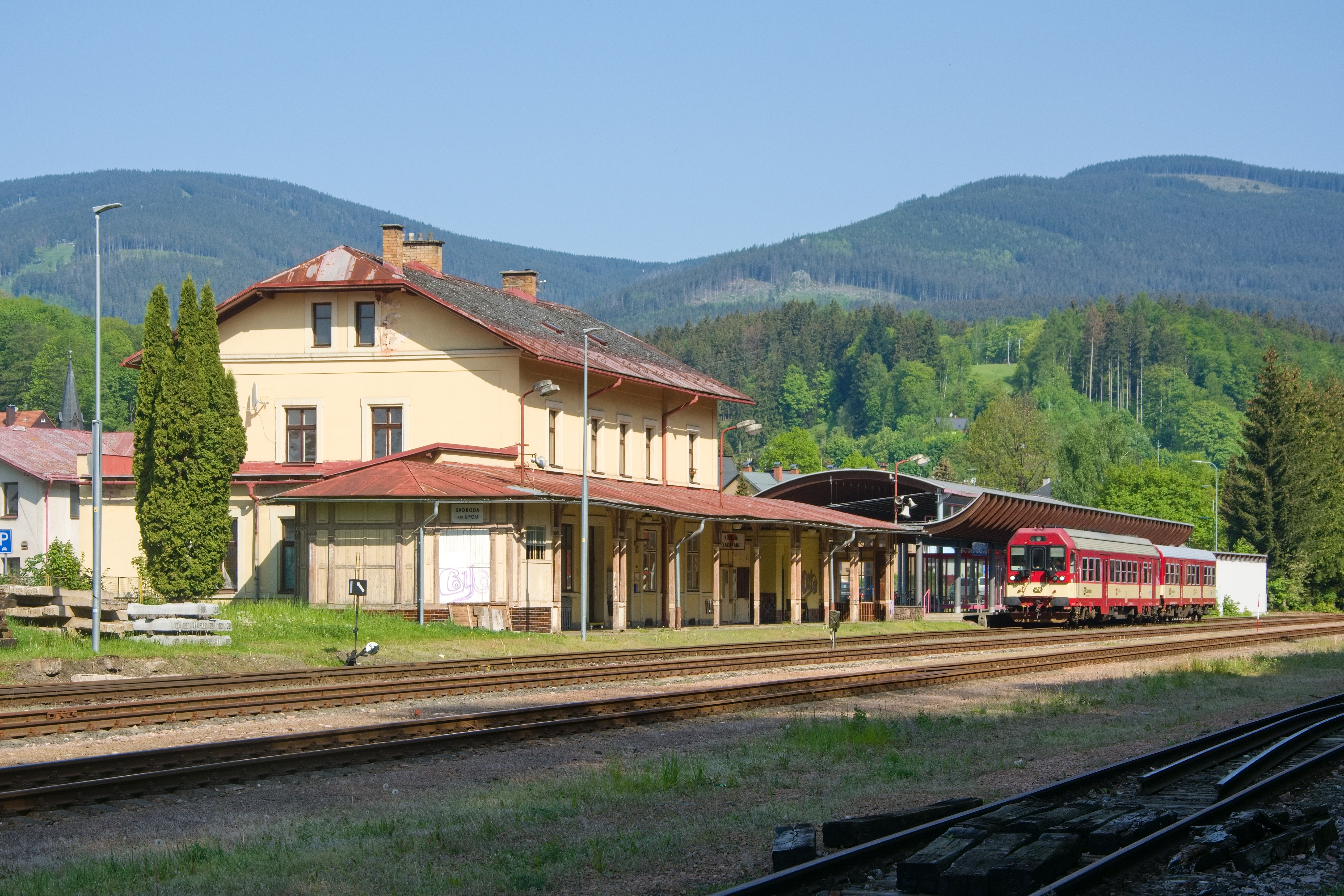
Svoboda nad Úpou

## Galerie

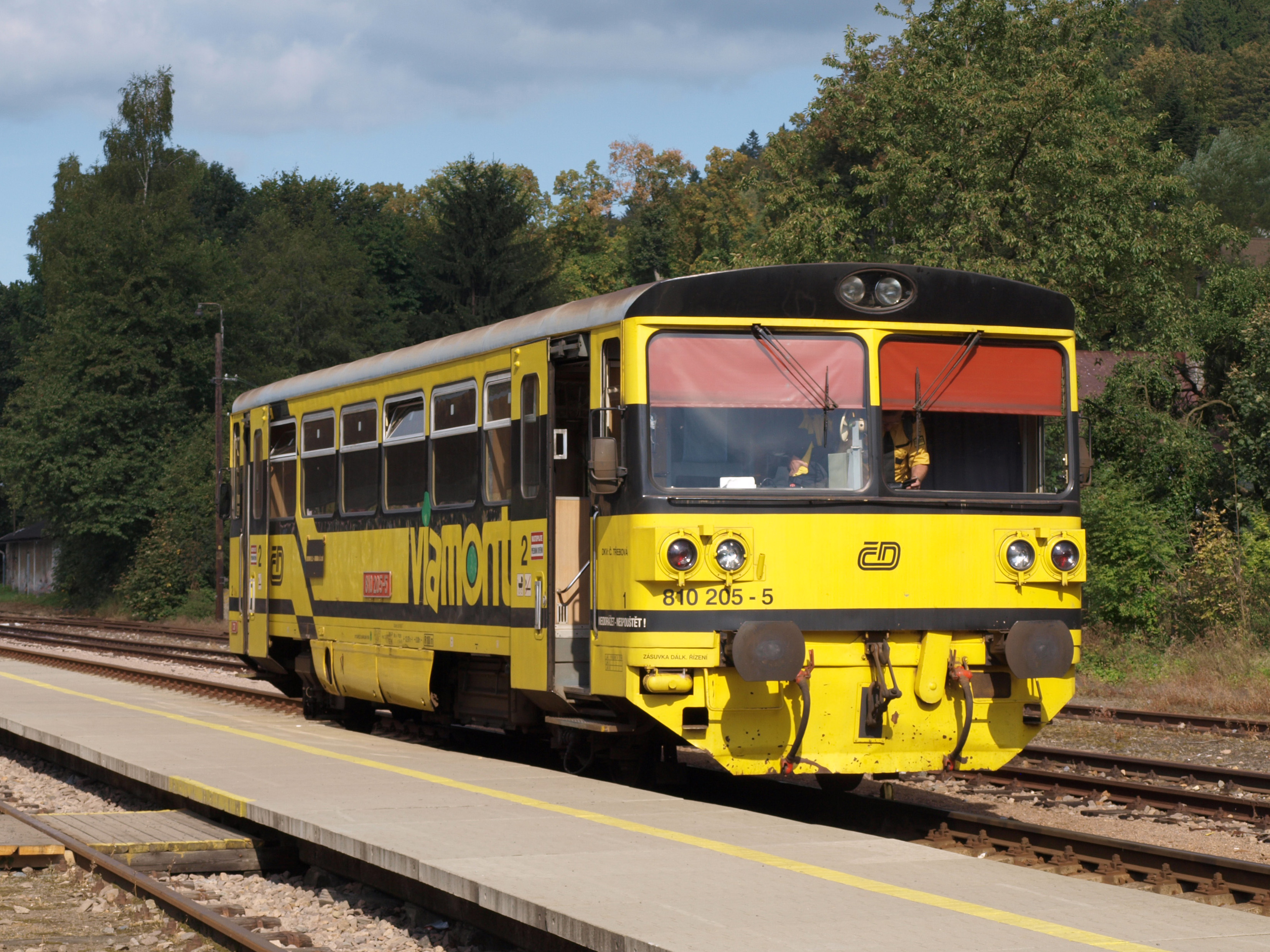
Motorový vůz 810 provozovaný na trati společností Viamont
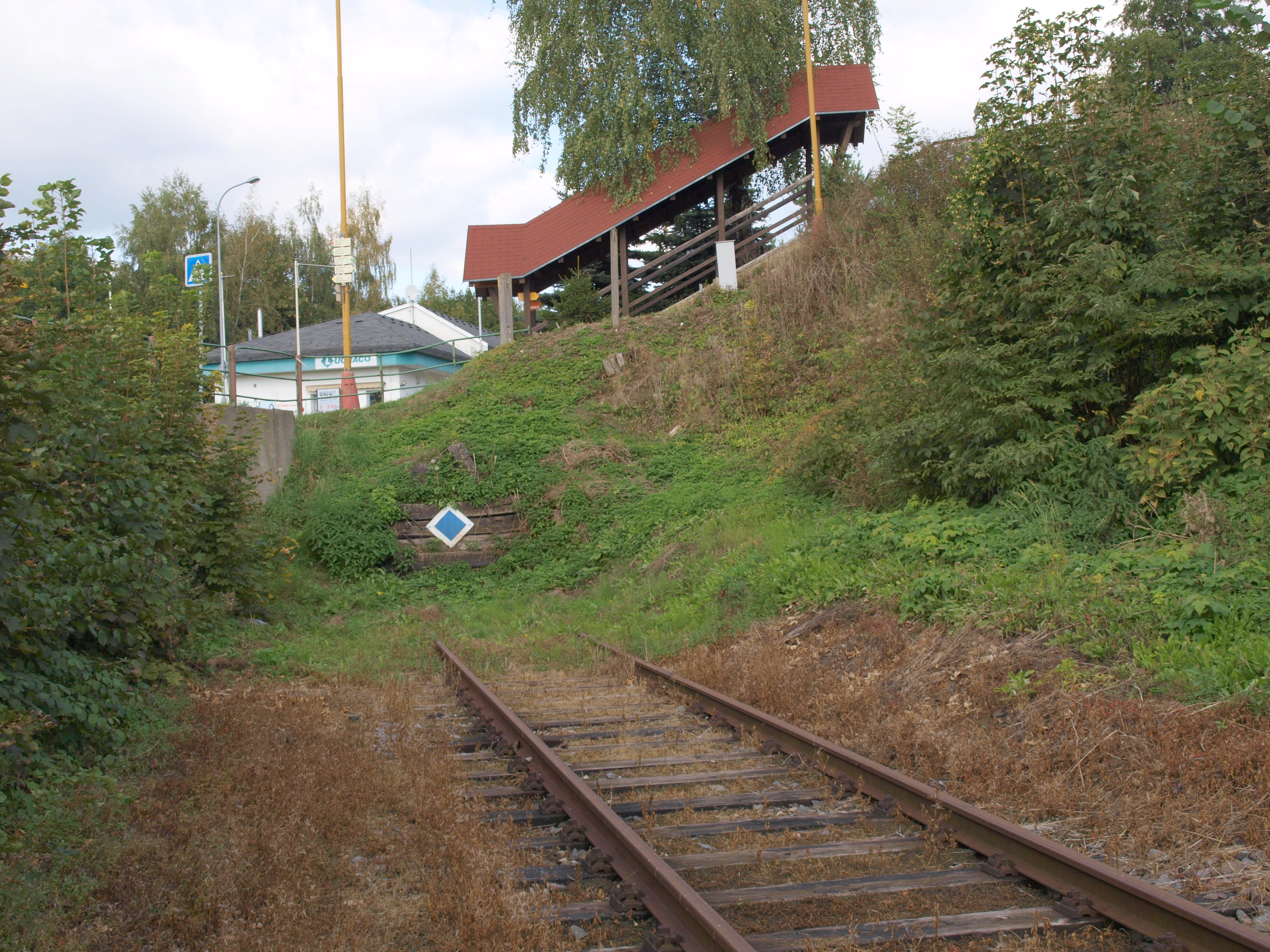
Hlavové zakončení trati ve Svobodě nad Úpou
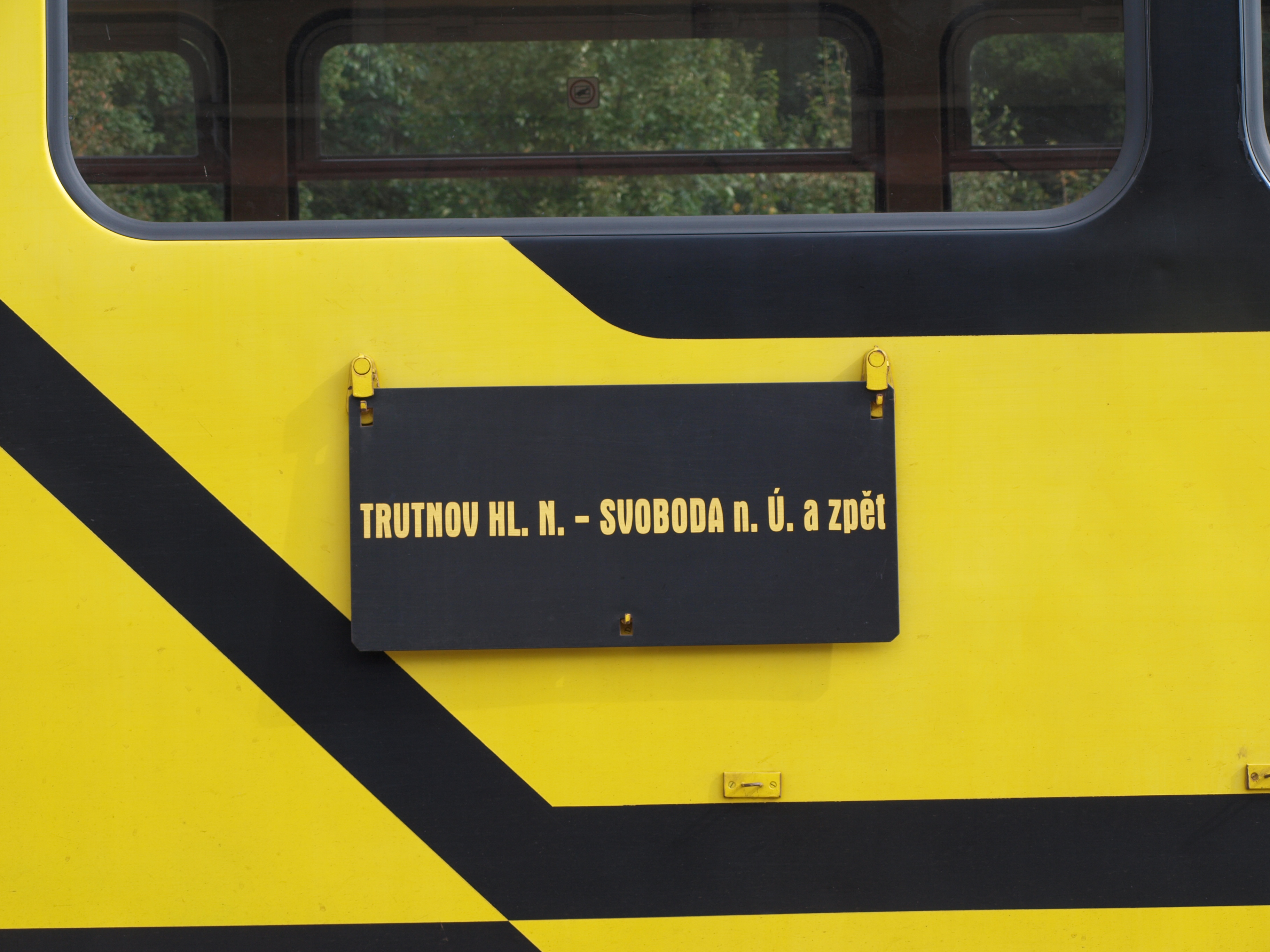
Tabulka na boční straně vozu s trasou vlaku